# Cruzadas contra el vicio

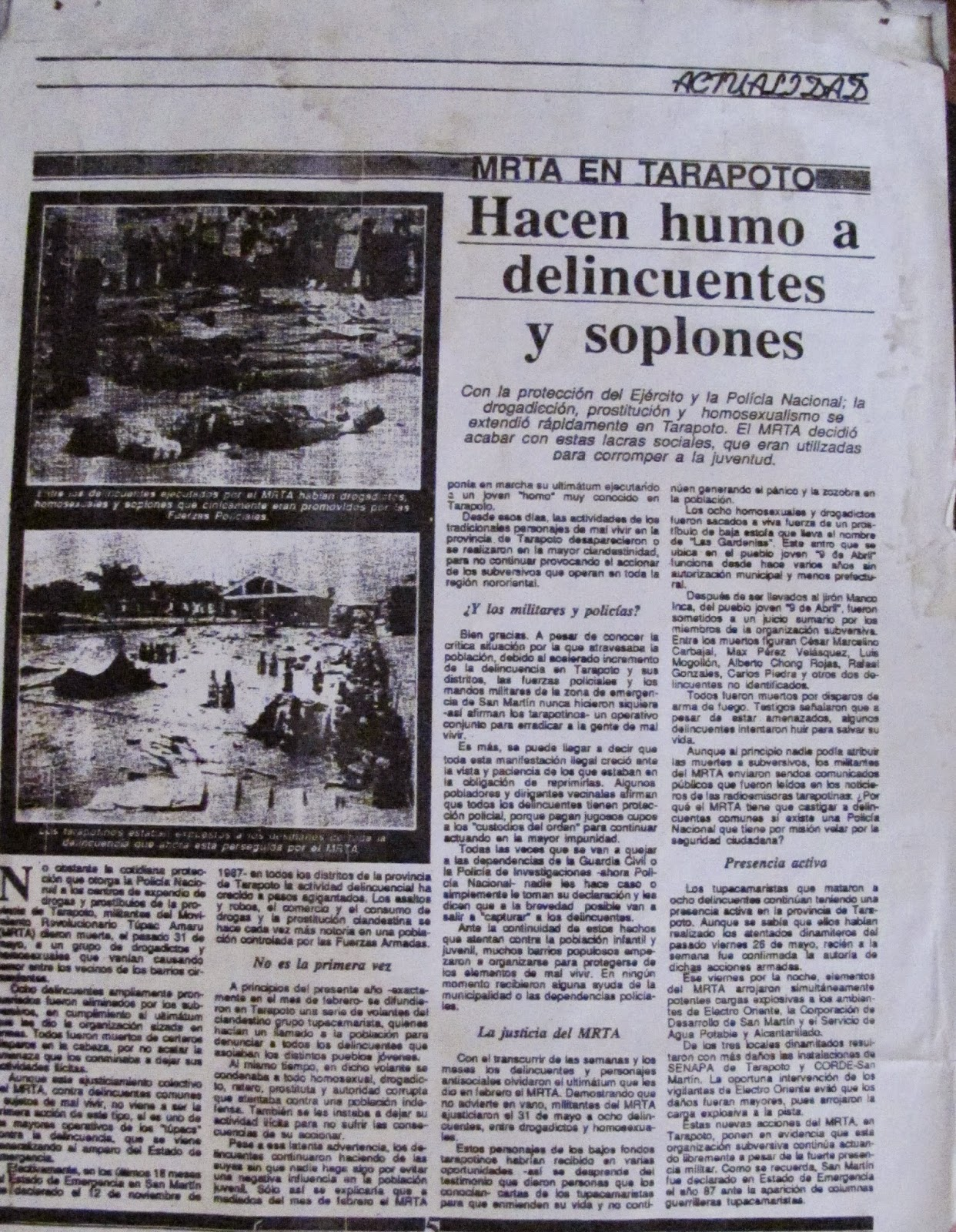
Semanario Cambio, vinculado al MRTA, sobre la denominada "Noche de las Gardenias".

Las cruzadas contra el vicio ―o profilaxis social― eran campañas de limpieza social organizadas por la organización terrorista peruana Movimiento Revolucionario Túpac Amaru (MRTA) contra personas homosexuales, prostitutas, drogadictos, delincuentes e incluso personas infieles.
El objetivo era la eliminación de lo que consideraban «lacras sociales», lanzando, a través del periódico Cambio, amenazas constantes contra ellos para que puedan «enmendar sus vidas».
Las campañas de limpieza social se realizaron con mayor frecuencia en la selva peruana, especialmente en los departamentos que comprenden la Amazonía central y oriental del Perú como San Martín, Ucayali, Huanúco y Junín llegándose a registrar torturas antes del asesinato de sus víctimas. Los cuerpos de las víctimas eran abandonados o aparecían flotando en los ríos de la zona. 
Entre los casos de cruzadas contra el vicio más destacables del MRTA se encuentra la Masacre de Tarapoto.